# Forex Club
Forex Club es un grupo de compañías participante del mercado minorista de Forex. Opera la marca Libertex y en su estructura se incluyen compañías financieras y educativas.

## Historia
La compañía fue fundada en 1997. En el año 2010, adquirió el 100 % de acciones del corredor de forex ruso "Аkmos Trade”. La marca se mantuvo y está incluida en el grupo de compañías de Forex Club.
En el año 2012, Quadro Capital Partners adquirió un paquete minoritario de acciones del grupo de compañías de Forex Club, el importe de transacción no ha sido indicado. En diciembre de 2013, Forex Club y Quadro Capital Partners fundaron el fondo de capital de riesgo FXC-QCP VC, con un volumen de hasta 200 millones de dólares.
En enero de 2015, Forex Club organizó el proyecto "Colección viva de las inversiones privadas" en su oficina de atención al cliente, una exposición interactiva sobre la historia de la inversión y disposición de los capitales privados.
En diciembre de 2015, de conformidad con la Ley sobre el mercado de divisas de la Federación de Rusia, Forex Club presentó una solicitud al Banco Central para obtener la licencia rusa de corredor de Forex; en junio de 2016, el Banco de Rusia rechazó la solicitud de la compañía. Según los representantes de compañía, después de solucionar ciertas observaciones formales, una nueva solicitud fue presentada al Banco Central. En octubre de 2016, Forex Club recibió la licencia.
En abril de 2016, Forex Club fue incluido en el registro de compañías corredoras de forex del Banco Central de Bielorrusia y se convirtió en la primera compañía con capital ruso que ha recibido licencia bielorrusa. Según el Centro Nacional de Divisas de la Bolsa de Valores de Bielorrusia, la compañía se ubica en la primera posición "en términos del volumen de operaciones de clientes con instrumentos extrabursátiles no entregables de clientes sobre todos los activos subyacentes entre las empresas de divisas incluidas en el registro del Banco Nacional de Bielorrusia".
En enero de 2019, el gobierno ruso revocó la licencia.
El 4 de febrero Forex Club firmó el acuerdo de asociación con el bróker de forex autorizado “Alfa-Forex”, dicho acuerdo permitió que “Forex Club” vuelva a trabajar con los ciudadanos de la Federación Rusa.

### Libertex
En junio de 2015 Forex Club lanzó la plataforma de comercio Libertex.
El centrocampista del Real Madrid, James Rodríguez, fue el embajador de la marca en 2017 y 2018. Libertex fue reconocida como miembro de FinaCom en 2018.

## Ratios de actividad
Según los datos de agencia de información "Finmarket", en el año 2014 Forex Club se ubicó entre los tres corredores de Forex de Rusia con mayor número de clientes y volúmenes mensuales de facturación. En esa fecha, el número de clientes activos de la compañía era de 71,830 personas, lo que representa el 16,97 % del mercado (superado por la compañía Alpari (120 mil personas, y 28,35 % del mercado)). La facturación promedio mensual de la compañía fue 63,32 millones de dólares, lo que representa 18,09 % del mercado (superado por la compañía Alpari (107 millones de dólares y 30,56 % del mercado)).
En 2015, el trío de líderes fue el mismo. 
Según el número de clientes: 
- Alpari: 137 mil personas (29,5 % del mercado)
- Forex Club: 80 mil personas (17,2 % del mercado)
- TeleTRADE: 61 mil personas (13,1 % del mercado)

Según volúmenes mensuales de facturación: 
- Alpari: 90 millones de dólares (27,1 % del mercado)
- Forex Club: 54 millones de dólares (16,2 % del mercado)
- TeleTRADE; 45 millones de dólares (13,5 % del mercado).[1]

Según el estudio Interfax-SEA, el número de oficinas y sucursales de la compañía Forex Club es de 41 en Rusia y 18 en el extranjero.

## Administración
En los años 2012-2013, Pavel Teplukhin encabezaba la Junta de Directores de Forex Club. En marzo de 2013, este puesto lo ocupó el fundador y director general de la compañía, Vyacheslav Tarán. En julio de 2015, el cargo de director general lo ocupó el exvicepresidente ejecutivo y Director Financiero Michael Giger.

## Crítica
En el año 2010, se reflejó en los medios de comunicación que el capital de Forex Club Financial Company, Inc., a la fecha de 31 de enero no correspondía a los requisitos de licencia. La administración de la compañía explicó que el capital de licencia es, de hecho, el dinero congelado, y que la compañía trataba de mantenerlo en el nivel mínimo aceptable. Según el vicepresidente de Forex Club FС Piotr Tatarnikov, la principal causa de disminución de capital fue el crecimiento de posiciones de cliente. Finalmente, se aumentó en 1,5 millones de dólares, y la compañía pagó una multa de 10000 dólares a la Asociación Nacional de Futuros de los EE. UU. (NFA).
En el año 2012, la NFA multó a la compañía en 300 mil dólares por errores en la presentación de informes y por la transmisión irregular de información sobre los nuevos clientes a los servicios estadounidenses de lucha contra el blanqueo de dinero en el ámbito de finanzas FinCEN y OFAC.